# Aptinus acutangulus
Aptinus acutangulus é uma espécie de carabídeo da tribo Brachinini, com distribuição restrita ao sudeste da Europa.

## Distribuição
A espécie tem distribuição na Bósnia e Herzegovina, Croácia, Montenegro e Sérvia.